# Kelly Poon
Kelly Poon (chino simplificado: 潘嘉丽, chino tradicional: 潘嘉麗, pinyin: Pan Jiali) (nacida el 11 de julio de 1983) es una cantante singapurense, que surgió de una competencia de canto chino celebrada en Singapur, denominada Proyecto SuperStar.

## Biografía
Kelly Poon se graduó de la escuela primaria Huamin y de la secundaria Yishun. Más adelante se graduó de la Universidad Politécnica de Singapur, con un Diplomado en Gestión del Transporte Marítimo en el 2004.
Después de su graduación en el 2004, ejerció su carrera profesional como azafata con Singapore Airlines.

## Carrera
Ella audicionó con Proyecto SuperStar en abril del 2005. Durante el transcurso de la competencia, fue eliminada en los cuartos de final, pero retornó al escenario con suficientes votos del público en una ronda de avivamiento. Durante toda la competición, impresionó tanto a los críticos y a los jueces con su personalidad y versatilidad en el escenario. Su semana de rendimiento constante e impresionante, ganó muchos fanes a pesar de las críticas de los jueces que necesitaba para mejorar su estilo musical. Un club de fanes se estableció rápidamente, a partir del mes de septiembre del 2005 con Valerie como presidente y Joe Sim (SP), como vicepresidente, se sumaron más de 4.200 miembros al club de fanes oficial, denominado "Fans Kellyfornian [KFC] aka 嘉 人".
Poon entró a la segunda ronda en la Gran Final de Proyecto Superstar y logró conseguir un contrato de grabación con Universal Music.
Ella lanzó su primer álbum titulado "Love Me, Kelly", el 14 de febrero de 2006. Ella firmó un contrato con Yao Chien y se basó posteriormente en Taiwán con 在 世界 中心, para lanzar su segundo álbum debut lanzado en Singapur y Taiwán.

## Discografía

### Sencillos
| Single # | Información |
| -------- | --- |
| 1        | 遺失的美好 - Released: September 2005 (Singapore) - From Album: 遺失的美好 - Language: Mandarin Chinese - Label: Warner Music - Genre: Mandopop                  |
| 1a       | 被愛的女人 - Released: September 2005 (Singapore) - From Album: Best of 絕對Superstar - Language: Mandarin Chinese - Label: Warner Music - Genre: Mandopop       |
| 2        | Shakalaka Baby - Released: 2007 (Singapore) - From Album: 排行榜總冠軍 Best Of #1 Hits 2007 - Language: Mandarin Chinese - Label: Warner Music - Genre: Mandopop |
| 3        | 維多利亞的愛 - Released: August 2007 (Singapore) - From Album: 維多利亞的愛 - Language: Mandarin Chinese - Label: Music Nation - Genre: Pop                      |
| 4        | 限時的遺忘 - Released: August 2008 (Singapore) - From Album: none - Language: Mandarine - Label: MusicNation - Genre: Pop                                        |
| 5        | 鳶尾花 with Yellow Lee - Released: February 2009 - From Album: 大國咖 - Language: Mandarin Chinese - Label: MusicNation - Genre: Pop                             |
| 6        | 花非花 Odds in Love Movie theme song - Released: December 2010 - From Album: none - Language: Mandarine - Label: Warner Music - Genre: Pop                       |

### Álbumes
| Álbum #                       | Información |
| ----------------------------- | --- |
| 1st                           | Love Me, Kelly - Released: 14 February 2006 (Singapore) - Language: Mandarin Chinese - Label: Universal Music - Genre: Mandopop                                                                             |
| 1st Part 2: Celebration Album | Love Me, Kelly - Released: 24 April 2006 (Singapore) - Language: Mandarin Chinese - Label: Universal Music - Genre: Mandopop                                                                                |
| 2nd                           | Hello Kelly, 在世界中心 (Zai Shi Jie Zhong Xin/Center of the World) - Released: 28 September 2007 (Worldwide) - Language: Mandarin Chinese - Label: Universal Music - Company: URSA MAJOR - Genre: Mandopop |
| 3rd                           | Smiling Kelly - Released: 22 October 2008 (Taiwán) - Released: 7 November 2008 (Singapore) - Language: Mandarin Chinese - Label: Universal Music - Company: MUSICNATION - Genre: Mandopop                   |
| 4th                           | Super Kelly 超給麗 - Released: 29 July 2011 (Taiwán) - Released: 3 August 2011 (Singapore) - Language: Mandarin Chinese - Label: Rock Records - Company: Rock Records - Genre: Mandopop                     |
| 5th                           | Miss Kelly 情人嘉麗 - Released: July 2014 (Taiwán) - Released: July 2014 (Singapore) - Language: Mandarin Chinese - Label: Mode Entertainment - Company: Cosmos Entertainment - Genre: Mandopop             |

## Filmografía

### Videos musicales
- Self, Love me, Kelly - Debut, 《愛，無力》(2006)
- Self, Love me, Kelly - Debut, 《計時炸彈》(2006)
- Self, [[Hello Kelly - Debut Taiwán|在世界中心]], 《Shakalaka Baby》(2007)
- Self, [[Hello Kelly - Debut Taiwán|在世界中心]], 《在世界中心》(2007)
- Self, [[Hello Kelly - Debut Taiwán|在世界中心]], 《一秒鐘的永遠》(2007)
- Self, [[Hello Kelly - Debut Taiwán|在世界中心]], 《溺愛》(2007)
- Self, [[Hello Kelly - Debut Taiwán|在世界中心]], 《印象派的愛情》(2007)
- Self, Smiling Kelly, 《限時的遺忘》(2008)
- Self, Smiling Kelly, 《愛我100分鐘》(2008)
- Self, Smiling Kelly, 《維多利亞的愛》(2008)
- Self, Smiling Kelly, 《春去春又回》(2008)
- Self, 超給麗, 《Happy Searching 快樂收尋》(2011)
- Self, 超給麗, 《No More Tears 說不哭》(2011)
- Self, Super Kelly|超給麗, 《My Love 陪我到最後》(2011)
- Self, Miss Kelly | 情人嘉麗, 《情人》(2014)
- Self, Miss Kelly | 情人嘉麗, 《小丑》(2014)
- Self, Miss Kelly | 情人嘉麗, 《Goodbye》(2014)

## Dramas
| Año  | Drama                                                                                        |
| ---- | -------------------------------------------------------------------------------------------- |
| 2006 | - Dream Chasers 《梦·拼图》 – Lynn - Maggi & Me – Guest Star                                 |
| 2009 | - Starry Night 《星光依旧灿烂》 – 锺采零Charlene - Starry Night 《星光依旧灿烂-电影》 – 李云 |

## Premios y logros
- Project Superstar Season 1 Female Champion – Singapore
- 最有潜力新人奖: 雪碧榜 – Shanghái
- 最有潜力新人奖: 新城國語力 – Hong Kong
- 區域傑出歌手獎 - 新加坡: 第19屆 新加坡金曲獎[2] - Singapore